# More Creedence Gold
More Creedence Gold è il nono album, nonché seconda raccolta ufficiale, dei Creedence Clearwater Revival, pubblicato nel giugno 1973 dalla Fantasy Records. Dopo l'uscita della precedente raccolta, Creedence Gold, l'etichetta pensò di produrre una nuova raccolta, contenente una serie di B-side e singoli di discreto successo, come Who'll Stop the Rain e Lod.

## Tracce
1. Hey Tonight
2. Run Through the Jungle
3. Fortunate Son
4. Bootleg
5. Looking Out My Back Door
6. Molina
7. Who'll Stop the Rain
8. Sweet Hitch-Hiker
9. Good Golly Miss Molly
10. I Put a Spell on You
11. Don't Look Now (It Ain't You or Me)
12. Lodi
13. Porterville
14. Up Around the Bend

## Formazione
- John Fogerty - voce, chitarra, tastiere
- Tom Fogerty - voce, chitarra
- Doug Clifford - batteria
- Stu Cook - basso